# 全国高等学校野球選手権大会南四国大会
全国高等学校野球選手権大会南四国大会（ぜんこくこうとうがっこうやきゅうせんしゅけんたいかいみなみしこくたいかい）は、1948年（第30回）から1977年（第59回）まで行われていた全国高等学校野球選手権大会の徳島・高知を対象とした地方大会である。

## 概要

### 沿革
1948年（第30回）から1977年（第59回）まで開催。

### 参加校
- 徳島代表
- 高知代表

## 大会結果
| 大会（年度）         | 優勝校（代表校） | 決勝スコア | 準優勝校       |
| -------------------- | ---------------- | ---------- | -------------- |
| 第30回大会（1948年） | 高知商（高知）   | 5 - 0      | 高知（高知）   |
| 第31回大会（1949年） | 城東（徳島）     | 2 - 0      | 高知商（高知） |
| 第32回大会（1950年） | 鳴門（徳島）     | 11 - 3     | 城北（徳島）   |
| 第33回大会（1951年） | 高知商（高知）   | 1 - 0      | 土佐（高知）   |
| 第34回大会（1952年） | 鳴門（徳島）     | 2 - 1      | 城北（徳島）   |
| 第35回大会（1953年） | 土佐（高知）     | 3 - 2      | 高知商（高知） |
| 第36回大会（1954年） | 高知商（高知）   | 2 - 1      | 鳴門（徳島）   |
| 第37回大会（1955年） | 城東（高知）     | 9 - 4      | 高知商（高知） |
| 第38回大会（1956年） | 徳島商（徳島）   | 2 - 1      | 鳴門（徳島）   |
| 第39回大会（1957年） | 高知（高知）     | 1 - 0      | 高知商（高知） |
| 第41回大会（1959年） | 高知商（高知）   | 4 - 1      | 鳴門（徳島）   |
| 第42回大会（1960年） | 徳島商（徳島）   | 2 - 0      | 池田（徳島）   |
| 第43回大会（1961年） | 高知商（高知）   | 1 - 0      | 徳島商（徳島） |
| 第44回大会（1962年） | 徳島商（徳島）   | 2 - 0      | 高知商（高知） |
| 第46回大会（1964年） | 高知（高知）     | 1 - 0      | 徳島商（徳島） |
| 第47回大会（1965年） | 徳島商（徳島）   | 2 - 0      | 高知（高知）   |
| 第48回大会（1966年） | 鳴門（徳島）     | 2 - 1      | 土佐（高知）   |
| 第49回大会（1967年） | 土佐（高知）     | 9 - 0      | 徳島工（徳島） |
| 第51回大会（1969年） | 高知商（高知）   | 3 - 1      | 鴨島商（徳島） |
| 第52回大会（1970年） | 高知商（高知）   | 1 - 0      | 土佐（高知）   |
| 第53回大会（1971年） | 池田（徳島）     | 5 - 4      | 徳島商（徳島） |
| 第54回大会（1972年） | 高知商（高知）   | 3 - 0      | 土佐（高知）   |
| 第56回大会（1974年） | 高知（高知）     | 4 - 0      | 鳴門（徳島）   |
| 第57回大会（1975年） | 土佐（高知）     | 3 - 2      | 鳴門（徳島）   |
| 第58回大会（1976年） | 徳島商（徳島）   | 5 - 1      | 高知商（高知） |
| 第59回大会（1977年） | 高知（高知）     | 2 - 1      | 鳴門工（徳島） |